# Catasto agrario
Il catasto agrario (diverso dal catasto geometrico particellare) era l'inventario di tutte le superfici e le produzioni dell'agricoltura italiana. Esso riportava, per ogni zona agraria, la superficie dedicata ad ciascuna coltura, la produzione media, ed una serie di altri dati utili a conoscere l'agricoltura della zona. Serviva come base per ricerche agrarie di vario tipo e per la statistica annuale dei raccolti italiani e non, come invece il catasto geometrico particellare, a stabilire la rendita dei terreni. Un primo catasto agrario fu completato attorno al 1910 (catasto agrario 1910) e un secondo nel 1929.

## Il catasto agrario 1910
Il primo catasto agrario fu ideato da Ghino Valenti, chiamato a dirigere nel 1906 il servizio di statistica agraria al Ministero dell'agricoltura, dell'industria e del commercio. L'inizio dei lavori fu preceduto da progetti pilota (esperimenti) svolti in diverse province, fra cui Milano, Napoli, Firenze, Trapani, Udine, Padova e Roma fra il 1906 e il 1907.
In linea di principio, il catasto agrario sfruttava la suddivisione operata dal nuovo catasto italiano in "qualità" (diversi tipi d'uso: fabbricati e strade (improduttivo), seminativo (semplice e con piante legnose), prati e pascoli, coltivazione di piante legnose specializzate, bosco, incolto produttivo) e "classi" (diversa produttività) delle particelle. Vi erano relativamente poche qualità distinte e per ciascuna di esse poche (da una a quattro) classi. 
Mentre però il nuovo catasto particellare mirava a stabilire la rendita delle singole particelle a fini fiscali, il catasto agrario serviva a conoscere le masse di coltura e quindi sommava insieme le particelle della medesima qualità e classe di ogni comune.
Per gli obiettivi del catasto agrario, però, non era sufficiente conoscere le diverse qualità e classi. L'interesse infatti era concentrato sulle singole produzioni vegetali. Così, il totale dei seminativi era attribuito alle diverse piante erbacee coltivate (almeno le più importanti come il frumento, la segale, il granturco etc), venivano contate le piante presenti in ogni ettaro di colture di piante legnose specializzate (principalmente frutteti e oliveti), e si calcolava la produzione dei foraggi.
Queste operazioni erano preliminari alla raccolta di un altro dato chiave, cioè la resa per ettaro di ciascuna classe per ogni qualità e ogni coltivazione (ad esempio: seminativo a grano di prima classe rende tot quintali). Il catasto agrario del 1910 registrava sia una stima di resa normale per ettaro, fatta da un esperto locale, che la resa dell'anno 1910, secondo le informazioni raccolte dai corrispondenti del servizio di statistica (per lo più periti agrari o notabili locali). Una volta acquisita la resa per ettaro, era possibile ottenere la produzione totale di ciascuna coltivazione moltiplicando il numero di ettari di ciascuna classe, coltivazione e qualità per la rispettiva resa per ettaro (tenuto conto delle tare, cioè delle superfici destinate a scoli, confini etc.).
Si noti, che usando la resa del 1910 si otteneva la produzione totale del 1910, mentre, moltiplicando la resa stimata normale per le superfici coltivate nel 1910 si otteneva quello che sarebbe stato il prodotto normale della superficie coltivata nel 1910.
I dati comunali, opportunamente verificati sul terreno, coll'aiuto delle mappe catastali, venivano poi aggregati a livello di "zone agrarie" (gruppi di comuni simili per le loro caratteristiche agrarie ed ambientali).
A loro volta, le zone agrarie di una provincia – raggruppate secondo la prevalenza di una delle tre possibili giaciture (monte, colle, piano) – costituivano le "regioni agrarie" della provincia.
Tuttavia, non per tutte le province erano disponibili i dati del nuovo catasto particellare italiano che, secondo Valenti, avrebbe dovuto servire di base al catasto agrario. Nello Stato Pontificio e nei territori ex-asburgici del Lombardo Veneto erano però disponibili catasti geometrici altrettanto funzionali. Per tutte le altre province italiane – là dove non erano presenti né il catasto particellare italiano, né catasti geometrici preunitari adeguati (cioè nella maggior parte delle province del Sud e in Toscana) - si ricorse ad un sistema inventato dal Prof. Vittorio Niccoli dell'Università di Pisa. Niccoli decise di adoperare le carta d'Italia dell'Istituto Geografico Militare per svolgere a partire da essa i rilevamenti delle masse di coltura.
I lavori di rilevamento vennero compiuti piuttosto in fretta grazie al sostegno di numerose istituzioni locali: camere di commercio, comizi agrari, cattedre ambulanti di agricoltura, locali associazioni agrarie. Sulla base dei dati raccolti, Valenti e il suo collaboratore Giuseppe Zattini poterono dare avvio al nuovo sistema di statistica della produzione agricola annuale. Si trattava infatti di aggiustare ogni anno i dati del catasto agrario secondo le variazioni intercorse nelle superfici e nelle rese, e di calcolare i totali corrispondenti. L'esattezza delle nuove statistiche italiane fu riconosciuta dall'Istituto Internazionale d'Agricoltura.
La pubblicazione dei volumi del catasto agrario – iniziata nel 1912 col volume dedicato alle Marche – andò invece a rilento e si esaurì dopo tre volumi, all'inizio della guerra. Le dimissioni di Valenti, le ristrettezze di bilancio causate dalla guerra, misero in difficoltà il servizio di statistica agraria e causarono – a pochi anni dal loro inizio – una crisi delle statistiche della produzione agricola fatte secondo il sistema Valenti.

## Il catasto agrario 1929
A partire dal 1926 si iniziò a pensare ad un nuovo catasto. Una volta stabilizzato presso l'Istat il servizio di statistica agraria (affidato inizialmente all'Istituto di Economia e Statistica Agraria di Arrigo Serpieri), fu appunto l'Ufficio di statistiche agrarie e forestali, sotto la direzione di Carlo Dragoni (già all'Istituto internazionale di agricoltura) che si occupò del nuovo catasto. Esso seguì sostanzialmente le linee stabilite da Valenti, perseguendo però una maggiore uniformità nell'acquisizione dei dati. Per ottenerla, l'Istat si appoggiò esclusivamente alle cattedre ambulanti di agricoltura, i cui direttori furono investiti del compito di fornire le cifre riguardanti le rispettive province. Se, da un lato, si rinunciava così al coinvolgimento delle élite locali operato da Valenti col ricorso alle associazioni e ai comizi agrari, si raggiungeva, però, una molto maggiore uniformità nei metodi di rilevazione e un più stretto controllo da parte del centro, cioè dell'Istat stesso.
I lavori di rilievo furono ultimati fra il 1928 e il 1930, in concomitanza con il Censimento agrario decretato dall'Istituto Internazionale di Agricoltura. La pubblicazione dei numerosi volumi – uno per ogni provincia del Regno – che contenevano i dati andò avanti invece per tutti gli anni trenta.
Recentemente il Catasto Agrario del 1929 è stato digitalizzato e georeferenziato in ambiente GIS, dando origine a un dataset storico aperto che consente di analizzare l’uso del suolo, la demografia rurale e le pratiche agricole dell’Italia degli anni Venti